# Svaha

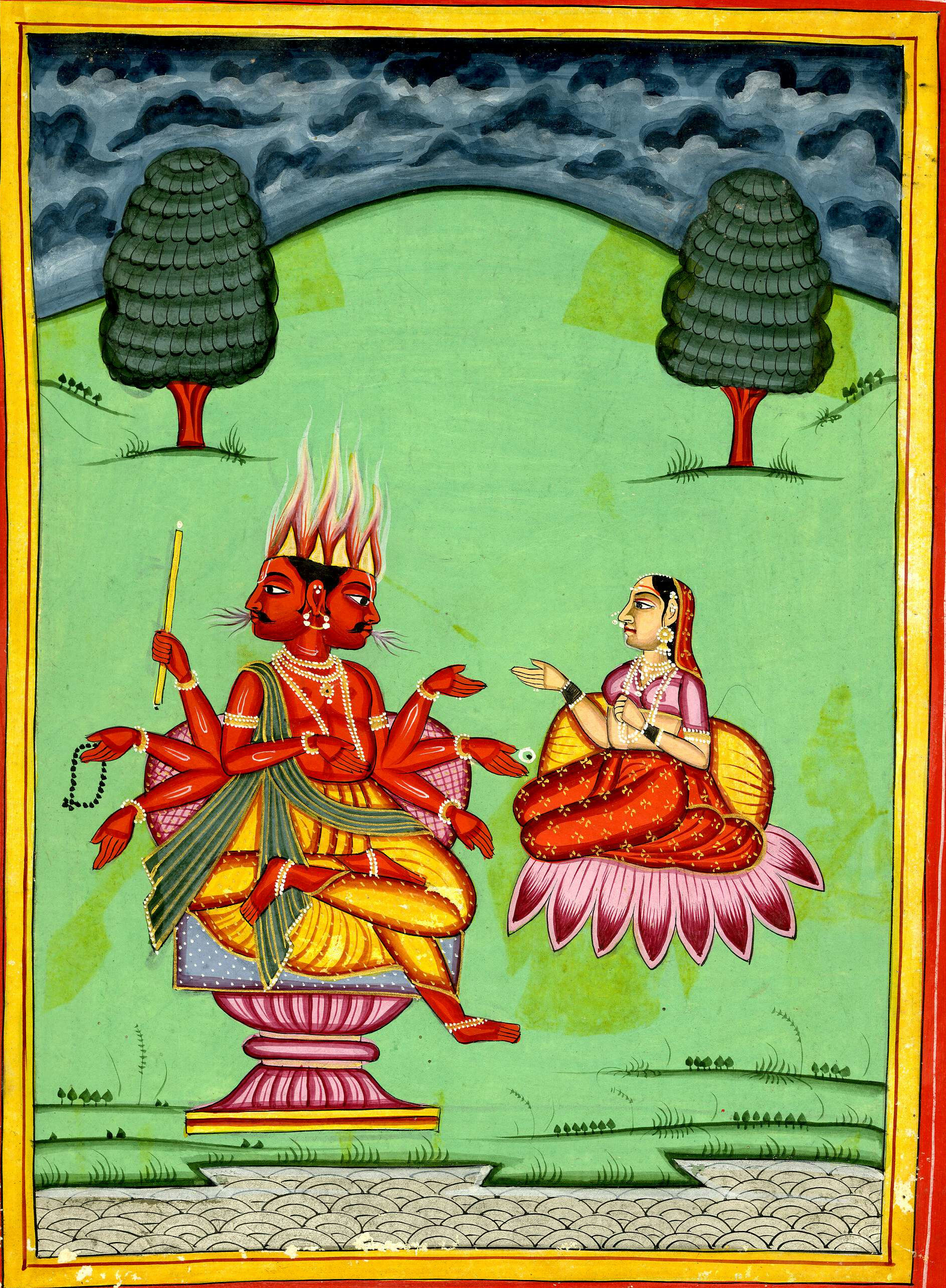
El dios Agni con su esposa, la diosa Suaja.

En el hinduismo y el budismo, la palabra suaha (svāhā) ―que literalmente significa ‘bien dicho’ en idioma sánscrito― indica el final de un mantra.
Es una oblación que se ofrece al fuego de sacrificio, o es la oblación personificada.
Siempre que se hagan sacrificios de fuego hinduistas, se recita el mantra swāhā.

## Nombre sánscrito y etimología
- svāhā, en el sistema AITS (alfabeto internacional para la transliteración del sánscrito).[1]
- स्वाहा, en escritura devanagari del sánscrito.[1]
- Pronunciación:
  - /suája/ en sánscrito[1] o bien
  - /suajá/ en varios idiomas modernos de la India (como el bengalí, el hindí, el maratí.
- Etimología:[1]
  - ‘te deseo el bien’, en el Rig-veda, siendo:
    - su (‘bien’),
    - āhā (‘llamar’).

  - ‘buena fortuna’ o ‘buena suerte’, en el Atharva-veda.[1][2]

### Otros significados
- svā́hā-karaṇa: consagración mediante la pronunciación del mantra suaja; según el Atharva-veda-pratishakhia.
- svā́hā-kārá: pronunciación del mantra suaja o consagración mediante la pronunciación de suaja (y también la deidad que preside sobre el praiaya);[3] según el Shatapatha-bráhmana.
- svā́hā-kārá--vaṣaṭ-kāra (caso dual): las exclamaciones svāhā y vaṣaṭ; según el Yaiminía-upanishad.
- svā́hā-kṛt: el que consagra con svāhā, un sacrificador; según el Jari-vamsha.
- svā́hā-kṛta: consagrado u ofrecido con svāhā; según el Rig-veda, el Atharva-veda y los textos brāhmaṇa.
- svā́hā-kṛti: consagración con svāhā (y también la deidad que preside sobre el praiaya); según Br. S3rS.
- svā́hā-kṛtī: consecration with svāhā (y también la deidad que preside sobre el praiaya); según Br. S3rS.
- Svā́hāpati: ‘señor de Svāhā’, nombre del dios Agni; según el Jari-vamsha.
- Svā́hā-vallabha: ‘señor de Svāhā’, nombre del dios Agni; según el Balaramaiana.
- Svā́hā-priya: ‘amado de Svāhā’, nombre del dios Agni; según lexicógrafos (tales como Amara Simja, Jalaiuda, Jema Chandra, etc.).
- svā́hā-bhuj: ‘que se come la palabra svāhā’, nombre de cualquier dios; según lexicógrafos.
- svā́hāśana: ‘que se come la palabra svāhā’, nombre de cualquier dios; según lexicógrafos
- svā́hārha: que es digno de la consagración con la palabra svāhā; según el Ramaiana.
- Svā́hā-vana: nombre de un bosque; según el Pañcha-ratra.
- Svā́hā-sudhā kara: Nombre de un poema.
- Svāhi: nombre de un hijo de Vriyini-Vat; según el Jari-vamsha.
- Svāheya: nombre metronímico del dios Skanda o Kartikeia; según el Majabhárata.
- svāhyá: un dios que es digno de recibir una oblación certificada con la palabra svāhā; según el Atharva-veda.

### En otros idiomas
- སྭཱཧཱ་ (soha) ―pronunciado [sója]―, en idioma tibetano y palí. En el idioma tibetano, significa ‘que así sea’.
- 薩婆訶 (sà pó hē) ―pronunciado [sápuojæ]―, en idioma chino.
- sowaka, en idioma japonés

## Descripción
En el Rig-veda (el texto más antiguo de la India, de mediados del II milenio a. C.) aparece con la raíz kṛi (‘hacer’, de donde viene la palabra karma) ―por ejemplo «svāhā-kā́ram», o «svāhā-kṛitya» (‘hacer suaja’)― que significa ‘pronunciar la exclamación svāhā’.
En el Rig-veda, el sustantivo femenino «svāhā» también puede significar ‘oblación’ (al dios Agni o al dios Indra).
Como la oblación personificada, Suaja es una diosa menor, la esposa de Agni.
Originalmente ella era una ninfa, hija del patriarca Daksha, pero se convirtió en inmortal al casarse con Agni.
Ella es también la madre de Agneia, la hija de Agni.
Se cree que Suaja es la deidad que preside las ofrendas que se vierten en el fuego.
Su cuerpo consiste en los cuatro Vedas
y sus seis extremidades (cuatro brazos y dos piernas) son los seis angas (‘miembros’) anexos de los Vedas.
En el Rig-veda se menciona contradictoriamente que ella es una de las esposas del Rudra Pashupati (el salvaje dios de las montañas, que más tarde será llamado Shiva), y así será una de las muchas madres divinas del dios Kartikeya (hijo del dios Shiva).
Se dice que los dioses rechazan cualquier sacrificio que se haga a través de un iagña (fuego ritual) si no se pronuncia la palabra suaja.

## Historia
En la sección Vana Parva del Mahabhárata (texto epicorreligioso del siglo III a. C.), el sabio Markandeia narra la historia de Suaja a los hermanos Pándavas.
Suaja era la hija de Daksha.
Ella se enamoró del dios del fuego, Agni, y lo perseguía. Sin embargo Agni, no se dio cuenta de ella. Agni presidía los sacrificios rituales de los sabios Saptarshis. En la soledad de la selva, el dios se llenó de lujuria hacia las esposas de los saptarshis, que eran diosas atractivas, y no podía evitar mirarlas todo el tiempo.
Agni no podía soportar la culpa de desear la esposa de otro hombre, y se retiró a lo más profundo de la selva para realizar penitencias. Suaja entendió las razones de Agni y lo siguió. Ella se disfrazó como una de las esposas de los saptarshis (aunque no fue capaz de adoptar la forma de Arundhati, la esposa de Vasista), y se acercó a Agni. Agni y Suaja pasaron mucho tiempo en el bosque. Shiva y Parvati participaron del amor de la pareja, y Suaja quedó embarazada de Shiva, y dio a luz a su hijo Kartikeya, también conocido como Skanda.
Skanda se convirtió en el comandante de las fuerzas del dios Indra y venció a los Asuras. Skanda le concedió el don a Suaja de que su nombre tuviera que ser cantado en todos los sacrificios que se hicieran al fuego (Agni).